# Briarcliff
Briarcliff – wieś w Stanach Zjednoczonych, w stanie Teksas, w hrabstwie Travis.